# Lentibulariaceae
Famille
Classification APG III (2009)
Synonymes
- Pinguiculaceae Dumortier
- Utriculariaceae Hoffmannsegg & Link

Les Lentibulariaceae (ou Lentibulariacées) sont une famille de plantes à fleurs dicotylédones de l'ordre des Lamiales. Selon Watson & Dallwitz, elle comprend 245 espèces réparties en deux à quatre genres.
Ce sont des plantes insectivores, herbacées, annuelles ou vivaces, terrestres ou aquatiques, des régions froides à tropicales.
On peut citer les genres suivants:
- Pinguicula L. (1753), les grassettes. Ce sont des plantes herbacées à rosettes, aux feuilles collantes à marge enroulée avec lesquelles elles capturent de petits insectes. Les fleurs sont solitaires, ressemblant à celles des violettes.
- Utricularia L. (1753), les utriculaires. Ce sont des plantes aquatiques, flottantes ou submergées, parfois sans racines, souvent sans grandes distinction entre racines, tiges et feuilles, comportant des petits sacs (utricules) capturant de minuscules organismes aquatiques. Leurs fleurs sont jaunes et regroupées en grappes lâches.
- Genlisea A.St.-Hil. (1833), les genlisea (corkscrew plant en anglais, ce qui peut être traduit par "plante tire-bouchon"). Ce genre, constitué d'une vingtaine d'espèces est présent dans les régions intertropicales d'Amérique et d'Afrique ainsi qu'à Madagascar. La plante est constituée d'une petite rosette de feuille, de fleurs solitaires jaunes ou bleu violacé et de curieux pièges en Y constituant une nasse en forme de tire-bouchon. Les petites proies sont guidées vers la jonction des deux bras où elles sont digérées par des enzymes.

## Étymologie
L’étymologie des Lentibulariaceae est un cas exemplaire du fait que cette famille porte un nom synonyme, Utriculariaceae, lequel n'a pas été retenu comme nom d'usage pour ce taxon.

### La famille desLentibulariaceae
Le nom de famille Lentibulariaceae dérive de l’hypothétique genre type  Lentibularia dont l’étymologie est incertaine. Ce nom remonte au XVIe siècle et fut donné par le polygraphe suisse Conrad Gessner (1516-1535). Le nom fut repris par le botaniste français Louis Claude Richard en 1808.
En 1856, le botaniste autrichien Richard Wettstein interprète Lentibularia comme  issu du latin de lenticula ; lens ; lentis, lentille, et tubulus ; tubuli, « tube ; tuyau », en référence aux « tuyaux lenticulaires » qui garnissent les feuilles de la plante. Mais cette origine est problématique du fait que cette origine latine aurait dû conduire à nommer le genre Lentitubularia ou au minimum Lentubularia.
D’après Siegfried Jost Casper (de), le nom Lentibularia doit être plutôt interprété comme issu du latin lens, lentille, et bulla, « bulle d’eau », en référence aux vessies en forme de lentille qui se remplissent d’eau pour piéger les insectes.

### Le genreLentibularia
Reste à expliquer pourquoi la famille des Lentibulariaceae ne renferme le genre type Lentibularia. Casper nous en explique ainsi la logique : 

« Lorsque Linné a écrit sa Flora Lapponica en 1737, il trouva un genre clairement caractérisé, le Lentibularia que Conrad Gessner avait nommé.
Néanmoins, il se sentit obligé de créer le nouveau nom générique Utricularia. En effet, le nom Lentibularia qui aurait trop ressemblé à des noms déjà attribués, Lenticula ou Lenticularia, aurait pu conduire à des confusions ,. »

 Ce fut donc le nom de genre Utricularia, donné par Linné en 1753 dans son Species plantarum et en 1754 dans son Genera plantarurn qui devint le seul nom valide, privant ainsi la famille des Lentibulariaceae de son genre type.

### Le genreUtricularia
Le nom Utriculariaceae vient de son genre type Utricularia, issu du latin utriculus, « petite outre ; petit ventre », en référence aux pièges à insectes que forment les outres de la plante en se remplissant d’eau. C’est ce nom de famille que privilégie Paul-Victor Fournier dans ses Quatre flores de la France.

## Classification
Pour la classification phylogénétique, cette famille est située dans l'ordre des Lamiales.

## Liste des genres
Selon Angiosperm Phylogeny Website (12 nov. 2015) et NCBI (12 nov. 2015) :
- Genlisea A.St.-Hil.
- Pinguicula L.
- Utricularia L.

Selon DELTA Angio (12 nov. 2015) :
- Genlisea
- Pinguicula
- Polypompholyx
- Utricularia

Selon ITIS (12 nov. 2015) :
- Pinguicula L.
- Utricularia L.

## Liste des espèces
Selon NCBI (7 juillet 2010) :
- genre Genlisea
  - Genlisea africana
  - Genlisea aurea
  - Genlisea barthlottii
  - Genlisea filiformis
  - Genlisea glabra
  - Genlisea glandulosissima
  - Genlisea guianensis
  - Genlisea hispidula
  - Genlisea lobata
  - Genlisea margaretae
  - Genlisea pallida
  - Genlisea pygmaea
  - Genlisea aff. pygmaea SB-2009
  - Genlisea repens
  - Genlisea aff. repens SB-2009
  - Genlisea roraimensis
  - Genlisea sanariapoana
  - Genlisea stapfii
  - Genlisea subglabra
  - Genlisea subviridis
  - Genlisea uncinata
  - Genlisea violacea
  - Genlisea aff. violacea SB-2009
  - Genlisea sp. 'Itacambira'
- genre Pinguicula
  - Pinguicula acuminata
  - Pinguicula agnata
  - Pinguicula albida
  - Pinguicula algida
  - Pinguicula alpina
  - Pinguicula antarctica
  - Pinguicula balcanica
  - Pinguicula benedicta
  - Pinguicula bissei
  - Pinguicula bohemica
  - Pinguicula caerulea
  - Pinguicula calyptrata
  - Pinguicula chilensis
  - Pinguicula colimensis
  - Pinguicula conzattii
  - Pinguicula corsica
  - Pinguicula crassifolia
  - Pinguicula crystallina
  - Pinguicula cubensis
  - Pinguicula cyclosecta
  - Pinguicula debbertiana
  - Pinguicula dertosensis
  - Pinguicula ehlersiae
  - Pinguicula elongata
  - Pinguicula emarginata
  - Pinguicula esseriana
  - Pinguicula filifolia
  - Pinguicula fiorii
  - Pinguicula fontiqueriana
  - Pinguicula gigantea
  - Pinguicula gracilis
  - Pinguicula grandiflora
  - Pinguicula gypsicola
  - Pinguicula hemiepiphytica
  - Pinguicula heterophylla
  - Pinguicula ibarrae
  - Pinguicula immaculata
  - Pinguicula involuta
  - Pinguicula ionantha
  - Pinguicula jackii
  - Pinguicula jaumavensis
  - Pinguicula laueana
  - Pinguicula leptoceras
  - Pinguicula lignicola
  - Pinguicula lilacina
  - Pinguicula longifolia
  - Pinguicula lusitanica
  - Pinguicula lutea
  - Pinguicula macroceras
  - Pinguicula macrophylla
  - Pinguicula medusina
  - Pinguicula mesophytica
  - Pinguicula mirandae
  - Pinguicula moctezumae
  - Pinguicula moranensis
  - Pinguicula mundi
  - Pinguicula nevadensis
  - Pinguicula nivalis
  - Pinguicula oblongiloba
  - Pinguicula orchidioides
  - Pinguicula parvifolia
  - Pinguicula pilosa
  - Pinguicula planifolia
  - Pinguicula poldinii
  - Pinguicula potosiensis
  - Pinguicula primuliflora
  - Pinguicula pumila
  - Pinguicula ramosa
  - Pinguicula rectifolia
  - Pinguicula reticulata
  - Pinguicula rotundiflora
  - Pinguicula sharpii
  - Pinguicula vallisneriifolia
  - Pinguicula variegata
  - Pinguicula villosa
  - Pinguicula vulgaris
  - Pinguicula zecheri
  - Pinguicula sp. 'Pachuca'
  - Pinguicula sp. Erixon 54
  - Pinguicula sp. Hoz de Beteta
  - Pinguicula sp. Jobson 240
  - Pinguicula sp. KM-2008
- genre Utricularia
  - Utricularia adpressa
  - Utricularia alpina
  - Utricularia amethystina
  - Utricularia antennifera
  - Utricularia arnhemica
  - Utricularia asplundii
  - Utricularia aurea
  - Utricularia australis
  - Utricularia biloba
  - Utricularia bisquamata
  - Utricularia blanchetii
  - Utricularia caerulea
  - Utricularia calycifida
  - Utricularia capilliflora
  - Utricularia cheiranthos
  - Utricularia chrysantha
  - Utricularia cornuta
  - Utricularia costata
  - Utricularia cucullata
  - Utricularia delicatula
  - Utricularia dichotoma
  - Utricularia dunlopii
  - Utricularia dunstaniae
  - Utricularia endresii
  - Utricularia erectiflora
  - Utricularia fistulosa
  - Utricularia flaccida
  - Utricularia foveolata
  - Utricularia geminiloba
  - Utricularia geminiscapa
  - Utricularia gibba
  - Utricularia graminifolia
  - Utricularia hamiltonii
  - Utricularia hispida
  - Utricularia holtzei
  - Utricularia humboldtii
  - Utricularia huntii
  - Utricularia inflata
  - Utricularia intermedia
  - Utricularia juncea
  - Utricularia kamienskii
  - Utricularia kimberleyensis
  - Utricularia laciniata
  - Utricularia lasiocaulis
  - Utricularia lateriflora
  - Utricularia leptoplectra
  - Utricularia leptorhyncha
  - Utricularia livida
  - Utricularia longifolia
  - Utricularia macrorhiza
  - Utricularia meyeri
  - Utricularia minor
  - Utricularia monanthos
  - Utricularia multifida
  - Utricularia myriocista
  - Utricularia nana
  - Utricularia nelumbifolia
  - Utricularia neottioides
  - Utricularia nephrophylla
  - Utricularia novae-zelandiae
  - Utricularia olivacea
  - Utricularia oliveriana
  - Utricularia parthenopipes
  - Utricularia paulineae
  - Utricularia praelonga
  - Utricularia prehensilis
  - Utricularia pubescens
  - Utricularia purpurea
  - Utricularia purpureocaerulea
  - Utricularia quelchii
  - Utricularia quinquedentata
  - Utricularia reniformis
  - Utricularia resupinata
  - Utricularia rhododactylos
  - Utricularia rigida
  - Utricularia sandersonii
  - Utricularia simmonsii
  - Utricularia simplex
  - Utricularia simulans
  - Utricularia singeriana
  - Utricularia spiralis
  - Utricularia striatula
  - Utricularia subulata
  - Utricularia tenella
  - Utricularia tenuicaulis
  - Utricularia tricolor
  - Utricularia tridactyla
  - Utricularia tridentata
  - Utricularia triflora
  - Utricularia triloba
  - Utricularia uliginosa
  - Utricularia uniflora
  - Utricularia violacea
  - Utricularia vulgaris
  - Utricularia sp. ADW-2005
  - Utricularia sp. Albach 5